# Angel of Babylon
Angel of Babylon п'ятий повноформатний альбом проекту Тобіаса Саммета Avantasia, який вийшов 3 квітня 2010 року, паралельно з The Wicked Symphony. Angel Of Babylon був випущений, як частина коробки з двох альбомів, так і окремий альбом. Це третя і остання частина трилогії "The Wicked Trilogy".

## Список композицій
Автор музики і слів Тобіас Саммет. 
| #     | Назва                     | Тривалість |
| ----- | ------------------------- | ---------- |
| 1.    | «Stargazers»              | 9:33       |
| 2.    | «Angel Of Babylon»        | 5:29       |
| 3.    | «Your Love Is Evil»       | 3:53       |
| 4.    | «Death Is Just A Feeling» | 5:21       |
| 5.    | «Rat Race»                | 4:07       |
| 6.    | «Down In The Dark»        | 4:23       |
| 7.    | «Blowing Out The Flame»   | 4:51       |
| 8.    | «Symphony Of Life»        | 4:30       |
| 9.    | «Alone I Remember»        | 4:48       |
| 10.   | «Promised Land»           | 4:47       |
| 11.   | «Journey To Arcadia»      | 7:12       |
| 58:54 |                           |            |

## Склад учасників
- Тобіас Саммет — Вокал, Бас-гітара, Клавішні
- Саша Пет - Гітара, Клавішні, Продюсер
- Ерік Сінгкр - Ударні(треки 5, 7, 9 10)
- Міро — Клавішні, оркесторовки

### Запрошені музиканти
- Гітара
  - Брюс Кулік (треки 5, 9, 11)
  - Олівер Гартман (треки 1, 2, 3)
  - Геньо Ріхтер (трек 10)
- Ударні
  - Фелікс Бонке (треки 4, 6, 8)
  - Алекс Гольцварт (треки 1, 2, 3, 11)
- Клавішні
  - Єнс Йоганссон (трек 2)
- Орган
  - Сімон Оберендер (трек 9)

### Вокалісти
- Композитор/Опудало - Тобіас Саммет - (всі треки крім 8)
- Мефістофель - Йорн Ланде - (трекм 1, 2, 5, 6, 9, 10)
- Наставник головного героя - Міхаель Кіске - (трек 1)
- Натхнення - Рассел Аллен - (треки 1, 11)
- Блуд - Олівер Гартман - (трек 3)
- Добрий дух - Боб Кетлі - (трек 11)
- Божевільний привид - Джон Оліва - (трек 4)
- Інше "Опудало" - Клауді Янг - (трек 8)

## Чарти
| Чарт            | Місце |
| --------------- | ----- |
| Німеччина       | 2     |
| Угорщина        | 5     |
| Чехія           | 6     |
| Швейцарія       | 7     |
| Словенія        | 7     |
| Австрія         | 9     |
| Швеція          | 14    |
| Фінляндія       | 18    |
| Норвегія        | 22    |
| Велика Британія | 26    |
| Нідерланди      | 27    |
| Іспанія         | 32    |
| Франція         | 74    |
| Японія          | 89    |